# Geografie Portugalska
Portugalsko je pobřežní stát v jihozápadní Evropě, který se nachází na západním konci Pyrenejského poloostrova. Na jeho severních a východních hranicích hraničí se Španělskem. Celkem s ním sdílí 1 214 km. Portugalské území také zahrnuje sérii souostroví v Atlantském oceánu (Azory a Madeira), což jsou strategické ostrovy v Severním Atlantiku. Nejjižnější místo Portugalska není daleko od Gibraltarského průlivu, který vede do Středozemního moře. Celkem země zabírá 92 090 kilometrů čtverečních, z čehož 91 470 kilometrů čtverečních je země a 620 kilometrů čtverečních je voda.
Přes tyto definice zůstává hranice mezi Portugalskem a Španělskem nevyřešeným územním sporem mezi oběma zeměmi. Od začátku španělské okupace Olivenzy v roce 1801 Portugalsko neuznává hranici mezi deltami řek Caya a Arroya de Cuncos. Toto území, i když je de facto pod španělskou okupací, zůstává de jure součástí Portugalska, a proto již v této oblasti není uznávána žádná hranice.

## Fyzická geografie
Portugalsko leží na západním pobřeží Pyrenejského poloostrova, který odděluje Středozemní moře od Atlantského oceánu. Je protínáno několika řekami, které pramení ve Španělsku. Většina z těchto řek teče z východu na západ do Atlantiku; od severu k jihu jsou hlavními řekami Minho, Douro, Mondego, Tajo a Guadiana.

### Pobřeží
Kontinentální šelf má rozlohu 28 000 kilometrů čtverečních, i když jeho šířka je proměnlivá od 150 kilometrů na severu do 25 kilometrů na jihu. Jeho silný reliéf je poznamenán hlubokými podmořskými kaňony a pokračováním hlavních řek.

### Souostroví
Kromě kontinentální Evropy se Portugalsko skládá ze dvou autonomních regionů v Atlantském oceánu; ze souostroví Madeira a z Azor. Madeira se nachází na africké tektonické desce a zahrnuje hlavní ostrov Madeiru, Porto Santo a menší Savage Islands. Azory, které se nacházejí na křižovatce africké, evropské a severoamerické desky, se rozkládají na Středoatlantském hřbetu.

## Podnebí

Mapa Portugalska podle Köppenovy klasifikace podnebí

Většina Portugalska má podle Köppenovy klasifikace podnebí teplé středozemní podnebí.

### Roční období v Portugalsku
| Roční období | Meteorologické                  | Astronomické                  | Skutečný pocit        |
| ------------ | ------------------------------- | ----------------------------- | --------------------- |
| jaro         | od 1. března do 31. května      | od 21. března do 20. června   | od března do května   |
| léto         | od 1. června do 31. srpna       | od 21. června do 20. září     | od června do září     |
| podzim       | od 1. září do 30. listopadu     | od 21. září do 20. prosince   | od října do listopadu |
| zima         | od 1. prosince do 28./29. února | od 21. prosince do 20. března | od prosince do února  |

### Meteorologické jevy zaznamenané v předchozích letech v Portugalsku
| Události (průměrné roční)           | Led | Úno | Bře | Dub | Kvě | Čer | Črv | Srp | Zář | Říj | Lis | Pro |
| ----------------------------------- | --- | --- | --- | --- | --- | --- | --- | --- | --- | --- | --- | --- |
| Počet deštivých dní                 | 16  | 14  | 16  | 12  | 9   | 5   | 2   | 2   | 7   | 10  | 16  | 12  |
| Počet sněžných dní                  | 0   | 0   | 0   | 0   | 0   | 0   | 0   | 0   | 0   | 0   | 0   | 0   |
| Počet dní, kdy padaly kroupy        | 0   | 0   | 0   | 0   | 0   | 0   | 0   | 0   | 0   | 0   | 0   | 0   |
| Počet bouřkových dní                | 1   | 1   | 2   | 3   | 2   | 0   | 0   | 0   | 3   | 2   | 3   | 1   |
| Počet dní, kdy byla mlha            | 6   | 5   | 2   | 2   | 1   | 0   | 1   | 0   | 2   | 5   | 4   | 7   |
| Počet dní, kdy se vyskytly tornáda* | 0   | 0   | 0   | 0   | 0   | 0   | 0   | 0   | 0   | 0   | 0   | 0   |
| Denní hodiny                        | 10  | 11  | 13  | 14  | 15  | 15  | 14  | 13  | 12  | 11  | 10  | 9   |
| Hodiny slunečního svitu             | 8   | 7   | 9   | 10  | 12  | 13  | 12  | 11  | 9   | 9   | 7   | 6   |

*Tornáda- počítáno za posledních 5 let

## Životní prostředí

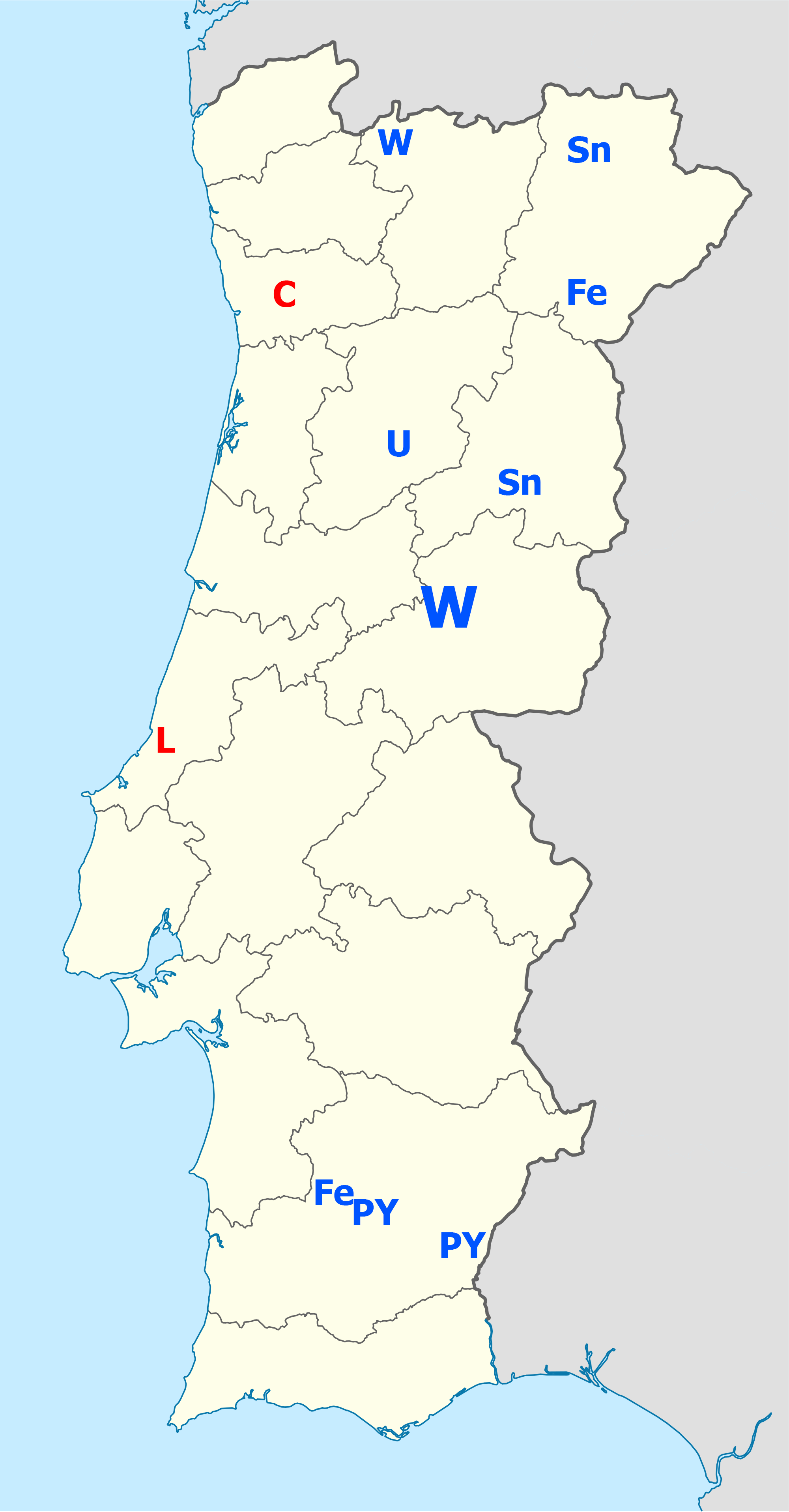
Přírodní zdroje Portugalska. Fe - železná ruda, PY - pyrit, Sn - cín, W - wolfram, U - uran, C - uhlí, L - hnědé uhlí.

Životní prostředí - aktuální problémy: eroze půdy; znečištění ovzduší způsobené průmyslovými emisemi a emisemi vozidel; znečištění vody, zejména v pobřežních oblastech
Terén: Hornatý a kopcovitý severně od řeky Tejo, na jihu zvlněná rovina
Přírodní zdroje: ryby, lesy (korek), wolfram, železná ruda, uranová ruda, mramor, orná půda, vodní energie
Zavlažovaná půda: 6300 km² (odhad 1993)